# 圣安德烈斯和绍塞斯
圣安德烈斯和绍塞斯（西班牙語：San Andrés y Sauces），是西班牙加那利群岛圣克鲁斯-德特内里费省的一个市镇，位于拉帕爾馬島的东北部。总面积42.75平方公里，总人口4112人（2018年），人口密度96人/平方公里。

## 图集

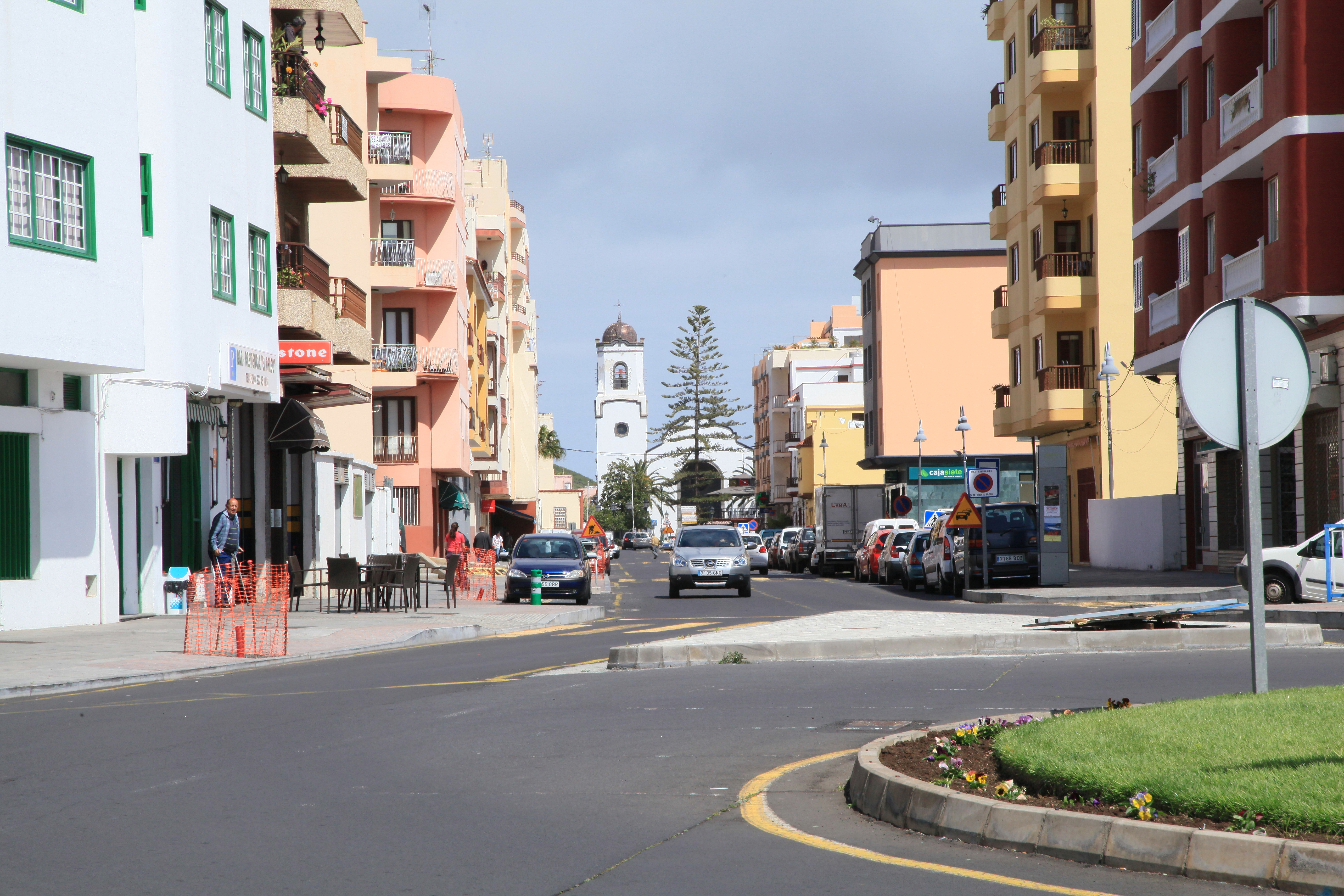
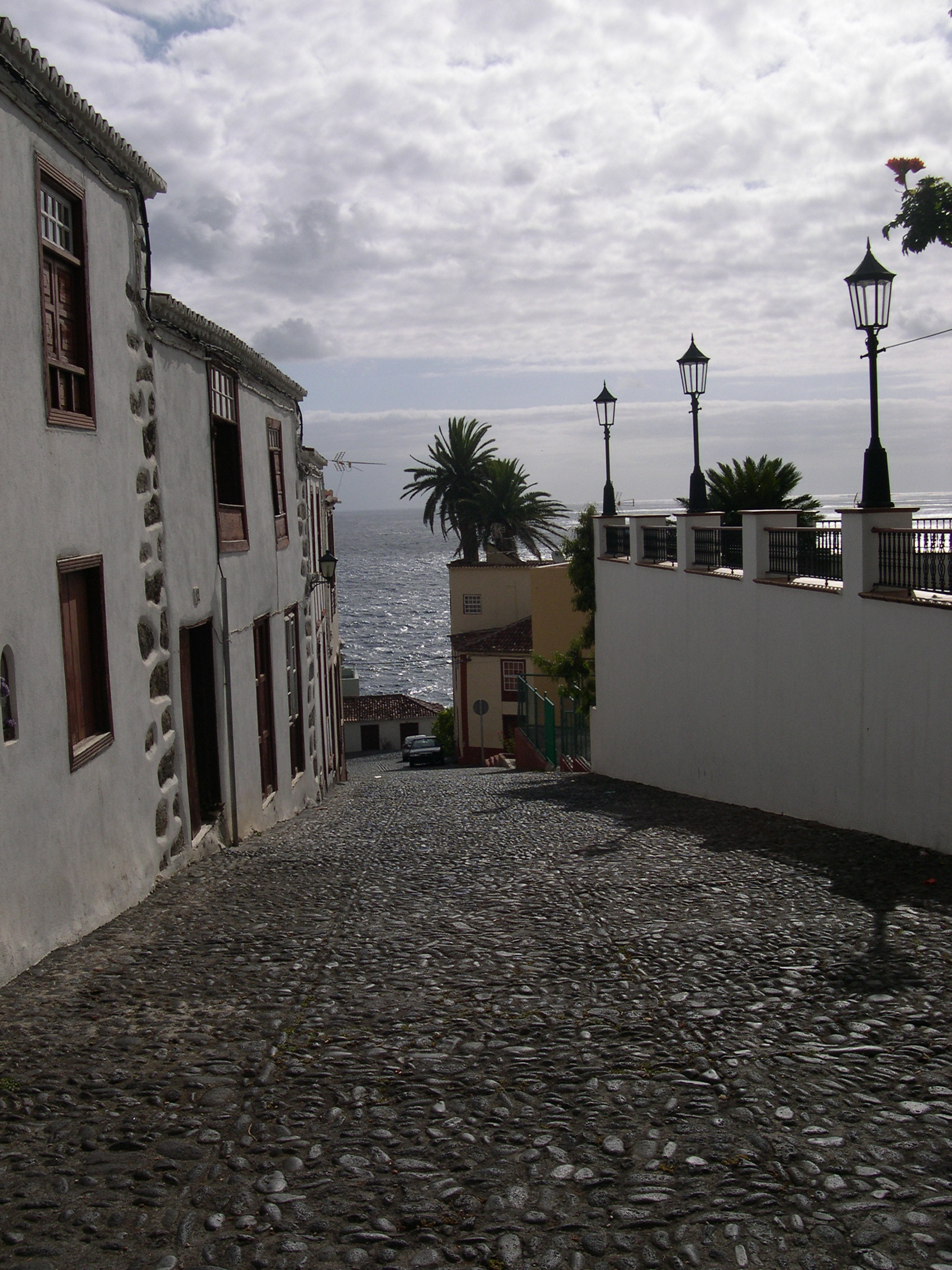
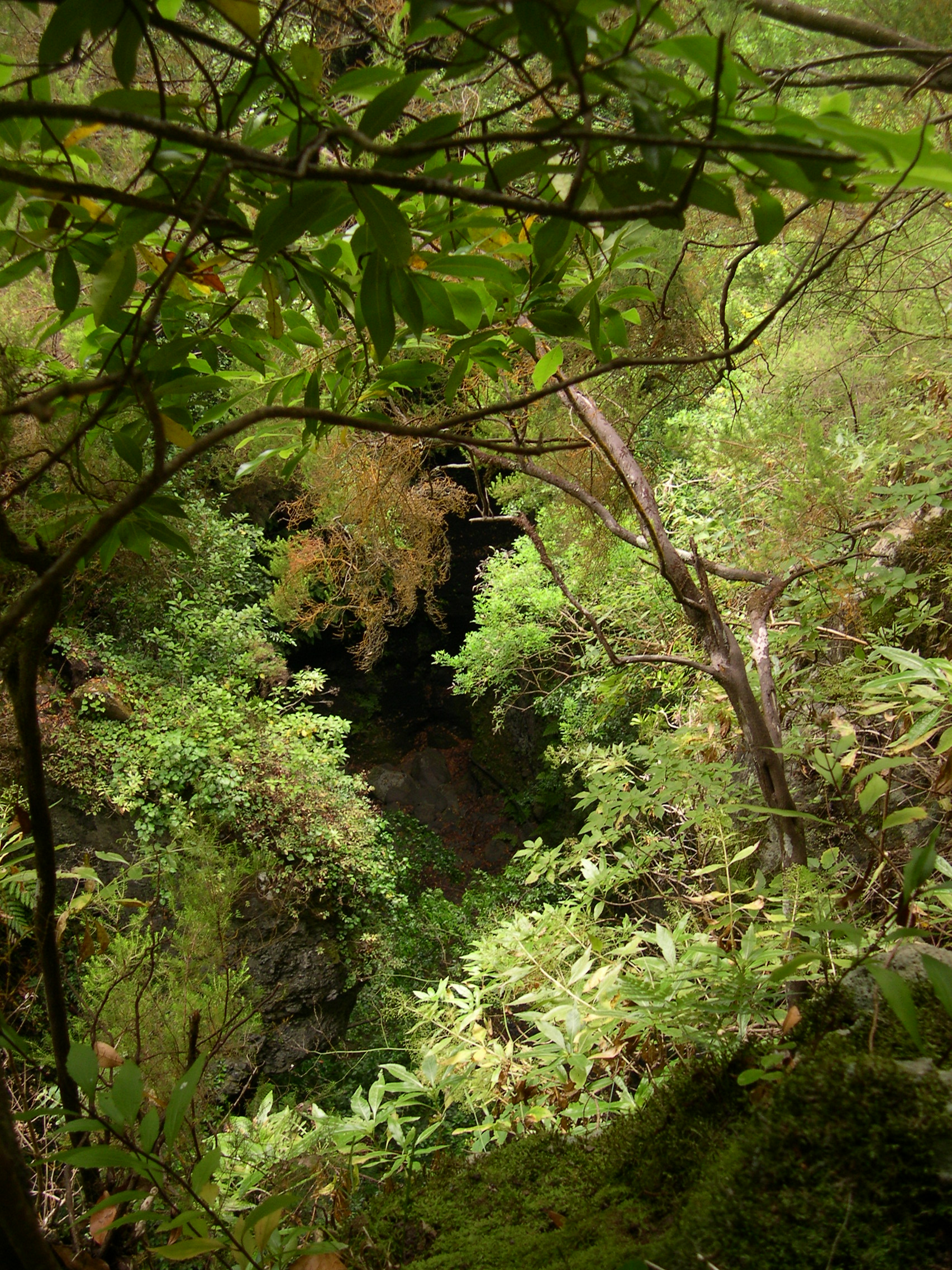
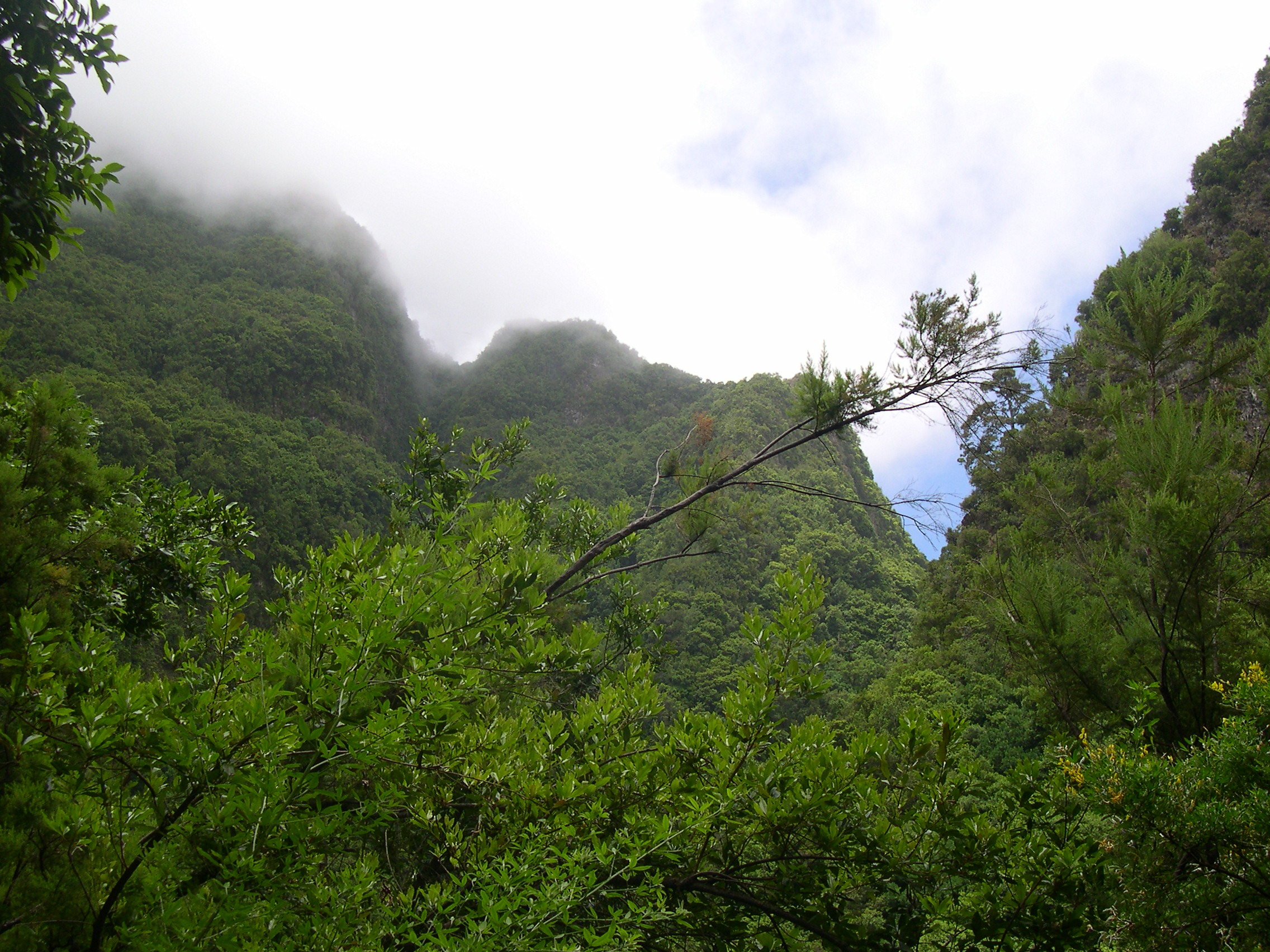
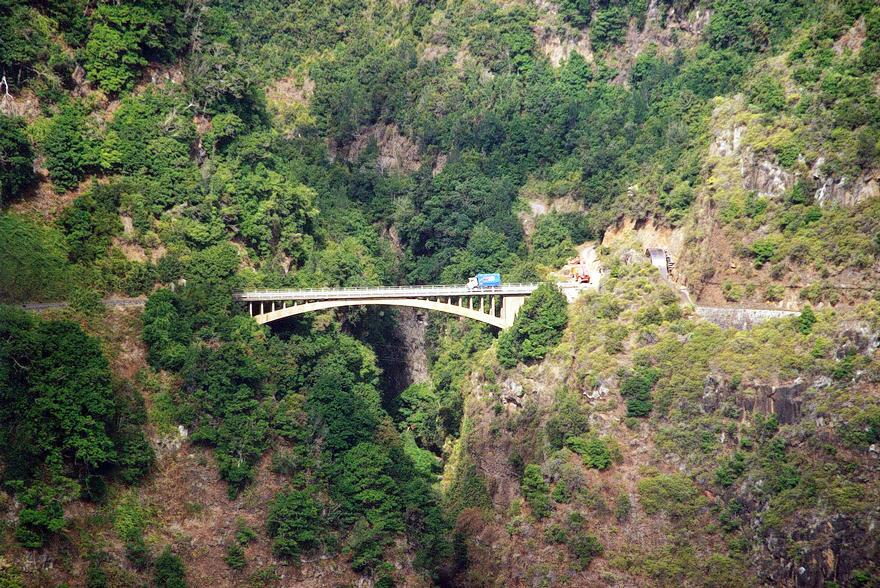
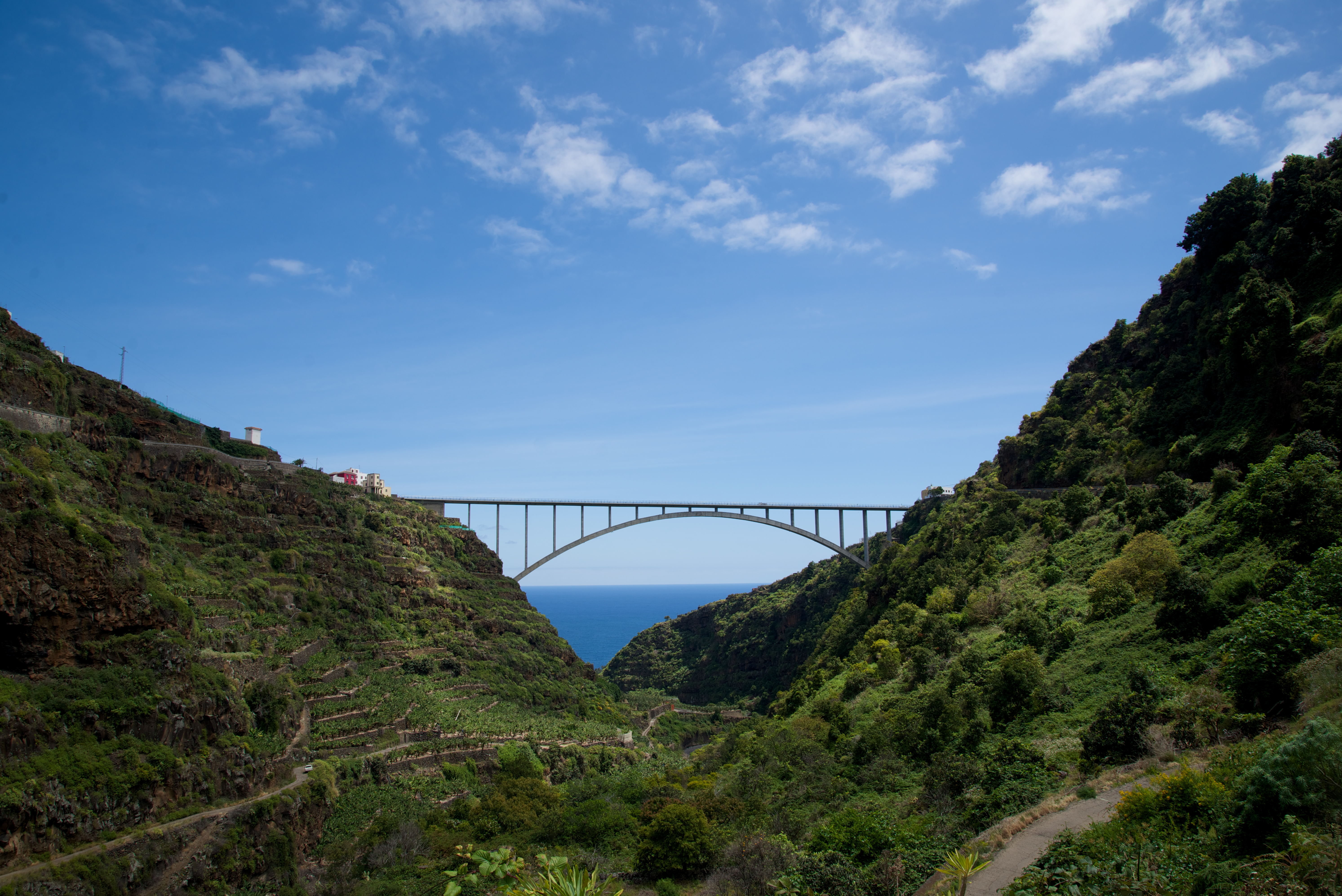

## 人口
| 圣安德烈斯和绍塞斯     |
|                        |
| 来源：西班牙国家统计局 |